# Кримски Татари
Кримски Татари (кт. qırımtatarlar, къырымтатарлар, тур. Кırım Тatarları), или Кримљани (кт. qırımlar, къырымлар, тур. Kırımlılar), су туркијски народ који претежно живи на полуострву Крим, у којој чини око 12% становништва и представља трећи народ по бројности, после Руса (58%) и Украјинаца (24%). Језик Кримских Татара је један од три службена језика Аутономне Републике Крим. По вери су муслимани, а говоре кримскотатарски језик који припада туркијској групи алтајске породице језика. У Украјини их има око 248.000 (на Криму око 243.000), али их велики број живи и у дијаспори, посебно у Турској и Узбекистану. У прошлости су имали своју државу која се називала Кримски канат.
Током Другог светског рата, цела популација Кримских Татара је била жртва совјетске политике. Иако је велики број Кримских Татара служио у Црвеној армији и учествовао у партизанским активностима на Криму током рата, постојање Татарске легије у војсци нацистичке Немачке и колаборација татарских верских и политичких вођа са Хитлером послужило је Совјетима као изговор да прогласе целокупно становништво Кримских Татара за сараднике нациста.
Сви Кримски Татари су депортовани масовно, у виду колективног кажњавана, 18. маја 1944. као специјални насељеници у Узбечку ССР и друге удаљене делове Совјетског Савеза.
Мада је совјетски декрет из 1967. повукао оптужнице против Кримских Татара, совјетска влада није урадила ништа да убрза њихово поновно насељавање на Крим и исплати одштете за изгубљене животе и конфисковану имовину. Кримски Татари су, имајући традицију отпора комунизму, успели да створе независну мрежу активиста. Кримским Татарима није било дозвољено да се врате на Крим све до почетка перестројке средином 80-их година 20. века.

## Распрострањеност
Према украјинском попису становништва из 2001. године, 248.200 грађана Украјине се изјаснило као Кримски Татари, а 98% (или око 243.400) њих је живело у Аутономној Републици Крим. Додатних 1.800 (или око 0,7%) живело је у граду Севастопољу, такође на Кримском полуострву, али ван граница аутономне републике.
Око 150.000 је остало у егзилу у средњој Азији, углавном у Узбекистану. Званични број Кримских Татара у Турској је 150.000, а неки активисти Кримских Татара процењују цифру од чак 6 милиона. До овог броја активисти су дошли тако што су за полазну тачку узели милион татарских имиграната у Турску и помножили овај број са стопом наталитета у последњих сто година. Кримски Татари у Турској углавном живе у провинцији Ескишехир, потомци оних који су емигрирали крајем 18., 19. и почетком 20. века. У Добруџи у Румунији и Бугарској живи више од 27.000 Кримских Татара, од којих је већина у Румунији а око 3.000 у Бугарској.

## Субетничке групе
Кримски Татари су подељени у три субетничке групе:
- Тати (не треба их мешати са иранским народом Тата, који живе у региону Кавказа) који су насељавали планински Крим пре 1944. године. Претежно су Кумани, Грци, Готи и други, јер су Тати на Криму такође називани хеленским народом Урума (Грци су се населили на Криму) које је царска Русија депортовала у околину Маријупоља;[7]
- Јалибојлу који су живели на јужној обали полуострва пре 1944. године и практиковали хришћанство до 14. века;[7]
- Ногаји (не треба их мешати са сродним Ногајцима, који сада живе у јужној Русији) — бивши становници кримске степе.[7]

Историчари сугеришу да су становници планинских делова Крима (Тати), као и становници на јужној обали Крима (Јалибоју) били директни потомци Понтских Грка, Јермена, Скита, Острогота (Кримски Готи) и Кумана док становници северне степе представљају потомке Ногајске Хорде Црног мора, номиналне поданике Кримског кана. У великој мери се претпоставља да је процес татаризације који се углавном одвијао у 16. веку донео осећај културног јединства кроз мешање Грка, Јермена, Италијана и Османских Турака са јужне обале, Гота са централних планина и туркијских Кумана из степе, формирајући кримскотатарске етничке групе. Међутим, кумански језик се сматра директним претком садашњег језика Кримских Татара са могућим инкорпорацијама других језика попут кримског готског. Да се етногенеза Кримских Татара одвијала на Криму и састојала се од неколико етапа у трајању од преко 2.500 година, доказују генетска истраживања која показују да су се у генском фонду Кримских Татара сачувале и почетне компоненте старе више од 2,5 хиљаде година.
Монголско освајање Кипчачког каната довело је до спајања друштва са монголском владајућом класом преко становништва које говори кипчачки, а које је названо Татарима и које је на крају апсорбовало друге етничке групе на Кримском полуострву попут Јермена, Италијана, Грка и Гота како би формирало данашње Кримске Татаре; све до совјетске депортације, Кримски Татари су још увек могли да разликују међу собом Татаре, Кипчаке, Ногаје и "Тате" потомке татаризованих Гота и других потурчених народа.

## Историја

### Почеци
Кримски Татари су се формирали као народ на Криму и потомци су разних народа који су живели на Криму у различитим историјским епохама. Главне етничке групе које су насељавале Крим у различито време и учествовале у формирању кримскотатарског народа су Таври, Скити, Сармати, Алани, Грци, Готи, Прабугари, Хазари, Печенези, Италијани и Черкези. Консолидација овог разноликог етничког конгломерата у јединствени кримскотатарски народ одвијала се током векова. Везни елементи у овом процесу били су заједништво територије, туркијски језик и исламска вера.
Важна улога у формирању кримскотатарског народа припада западним Кипчацима, познатим у историографији као Кумани. Они су постали консолидујућа етничка група, која је укључивала све друге народе који су насељавали Крим од давнина. Кипчаци из 11.-12. века почели су да насељавају Волшке, Азовске и црноморске степе (које су од тада до 18. века називане Куманија – "Куманска степа"). Од друге половине 11. века почели су активно да се селе на Крим. Значајан део Кумана сакрио се у планинама Крима, бежећи после пораза комбинованих куманско-руских трупа од Монгола и накнадног пораза куманских протодржавних формација у северном црноморском региону.
До краја 15. века створени су главни предуслови који су довели до формирања независне кримскотатарске етничке групе: успостављена је политичка доминација Кримског каната на Криму, туркијски језик (кумански на територији каната) постао је доминантан, а ислам је стекао статус државне вере на целом полуострву. Превазилажењем назива Татари куманског становништва Крима, исламске вероисповести и туркијског језика, започео је процес консолидације мултиетничког конгломерата полуострва, што је довело до појаве кримскотатарског народа. Неколико векова, на бази куманског језика са приметним огуским утицајем, развијао се кримскотатарски језик.

### Златна хорда и Кримски канат
Почетком 13. века Крим, чији је већи део становништва већ био састављен од туркијског народа — Кумана, постао је део Златне хорде. Кримски Татари су углавном прихватили ислам у 14. веку и након тога је Крим постао један од центара исламске цивилизације у источној Европи. У истом веку, трендови ка сепаратизму појавили су се у Кримском улусу Златне Хорде. Де факто независност Крима од Златне Хорде може се рачунати од почетка владавине принцезе (ханум) Џанике, ћерке моћног кана Златне Хорде Токтамиша и жене оснивача Ногајске хорде Едигија, на полуострву. Током своје владавине снажно је подржавала Хаџи Гираја у борби за кримски престо све до њене смрти 1437. Након смрти Џанике, ситуација Хаџи Гираја на Криму је ослабила и он је био приморан да напусти Крим и пређе у Литванију.
Кримски Татари су се појавили као нација у време Кримског каната, османске вазалне државе током 16. до 18. века. Руски историчар, доктор историје, професор Руске академије наука Иља Зајцев пише да анализа историјских података показује да утицај Турске на политику Крима није био тако висок као што се извештава у старим турским изворима и царским руским изворима. Туркијско говорно становништво Крима је већ у 14. веку већим делом прихватило ислам, након преобраћења Узбег-кана из Златне хорде. У време прве руске инвазије на Крим 1736. године, канове архиве и библиотеке биле су познате широм исламског света, а под каном Крим-Гирајом град Акмесџит је био опремљен водоводом, канализацијом и позориштем у којем су извођена дела Молијера на француском, док је лука Кезлев поређена са Ротердамом, и Бахчисарај, главни град, који је описан као најчистији и најзеленији град у Европи.
Године 1441. посланство представника неколико најјачих кланова Крима, укључујући кланове Златне хорде Ширин и Барин и кумански клан — Кипчак, отишло је у Велику кнежевину Литванију да позове Хаџи Гираја да влада Кримом. Постао је оснивач династије Гереј, која је владала до припајања Кримског каната Русији 1783. године. Хаџи I Гирај био је преко Џошијеве лозе потомак Џингис-кана и његовог унука Бату-кана из Златне хорде. За време владавине Менлија Гираја, Хаџијевог сина, војска Велике хорде је извршила инвазију на Крим са севера. Кримски кан је победио у главној бици, пресревши војску кана Хорде у Такт-Лији. Велика хорда је престала да постоји, а Кримски кан је постао Велики кан и наследник ове државе. Од тада је Кримски канат био међу најјачим силама у источној Европи све до почетка 18. века. Канат је званично деловао као вазална држава Османског царства, са великом аутономијом после 1580. године. У исто време, ногајске хорде, које нису имале свог хана, биле су вазали Кримског каната, Московске кнежевине и Државне заједнице Пољске и Литваније и плаћале су годишњи данак кану (до 1700. односно 1699). У 17. веку, кримски Татари су помогли украјинским козацима предвођеним Богданом Хмељницким у борби за независност, што им је омогућило да остваре неколико одлучујућих победа над пољским трупама.
Године 1711, када је Петар Велики кренуо у поход са свом својом војском (80.000) да би дошао до Црног мора, опколила га је војска кримског кана Девлета II Гираја и нашао се у безизлазној ситуацији. Само је издаја османског везира Балтаџи Мехмет-паше омогућила Петру да се извуче из обруча Кримских Татара. Када је Девлет II Гирај протестовао против везирове одлуке, његов одговор је био: 'Треба да знаш своје татарске послове. Послови Високе порте су мени поверени. Немаш права да се мешаш у њих'. Потписан је Прутски уговор, а 10 година касније Русија се прогласила царством. Године 1736. турски султан Ахмед III позвао је кримског кана Каплана I Гираја у поход на Персију. Схватајући да би Русија могла да искористи недостатак трупа на Криму, Каплан Гирај је писао султану да добро размисли, али је султан био упоран. Како је очекивао Каплан Гирај, руска војска је 1736. упала на Крим, предвођена Минихом, опустошила полуострво, побила цивиле и уништила све веће градове, заузела главни град, Бахчисарај, и спалила Канову палату са свим архивама и документима, а потом напустио Крим због епидемије која је на њему почела. Годину дана касније је исто учинио други руски генерал — Петар Ласи. Од тада, Кримски канат није могао да се опорави, и почело је његово споро опадање. Руско-турски рат од 1768. до 1774. године резултирао је поразом Османлија од Руса, а према Кучуккаинарџијском миру (1774) потписаном након рата, Крим је постао независан, а Османлије су се одрекле политичког права да штите Кримски канат. После периода политичких немира на Криму, царска Русија је прекршила уговор и анектирала Кримски канат 1783. године.
Главно становништво Кримског каната били су Кримски Татари, заједно са њима у Кримском канату су живеле значајне заједнице Караима, Италијана, Јермена, Грка, Черкеза и Рома. Почетком 16. века под влашћу кримских канова дошао је део Ногајских племена која су лутала ван Кримског полуострва, селећи се тамо током периода суше и глади. Већина становништва у 16. веку је исповедала ислам ханефијске струје; део становништва су били православци, монотелетисти, и јевреји. Постојале су мале католичке заједнице. Кримскотатарско становништво Кримског полуострва било је делимично ослобођено пореза. Грци су плаћали џизију, Италијани су били у привилегованом положају због делимичних пореских олакшица за време владавине Менлија Гираја. До 18. века становништво Кримског каната бројало је око 500 хиљада људи. Територија Кримског каната била је подељена на Кинаканта (губернаторства), која се састојала од Кадилика, обухватајући низ насеља.
До почетка 18. века, кримски Ногајци су били познати по честим, у неким периодима готово годишњим рацијама, у којима су прикупљали робове, на Украјину и Русију. Дуго времена, све до касног 18. века, Кримски канат је одржавао масивну трговину робљем са Османским царством и Блиским истоком, што је био један од важних фактора његове привреде. една од најважнијих трговачких лука и тржишта робова била је Феодосија. Према османском попису становништва из 1526. године, порези на продају и куповину робова чинили су 24% средстава, наплаћиваних на Османском Криму за све активности. Али у ствари, увек је било малих јуриша и Татара и Козака, у оба смера. The Османски писац и путник из 17. века Евлија Челебија писао је да је на Криму било 920.000 украјинских робова, али само 187.000 слободних муслимана. Међутим, украјински историчар Сергеј Громенко сматра ово Челебијево сведочење митом популарним међу ултранационалистима, истичући да се данас из економских списа зна да је Крим у 17. веку могао да прехрани највише 500 хиљада људи. Поређења ради, према белешкама конзула Француске барона Тота, сто година касније, 1767. године, у Кримском канату је живело 4 милиона људи,  а 1778. године, односно само једанаест године касније, све хришћане су руске власти иселиле са територије каната, а испоставило се да их је било око 30 хиљада, углавном Јермена и Грка, а међу њима није било Украјинаца. Такође, према поузданијим савременим изворима од Евлијиних података, робови никада нису чинили значајан део становништва Крима. Руски професор Глагољев пише да је 1666. године у Кримском канату било 1.800.000 слободних Кримских Татара, такође треба напоменути да је огроман део Украјине био део Кримског каната, због чега је Евлија могао да узме у обзир Украјинце у општој популацији каната (види Османска Украјина).
Неки истраживачи процењују да је више од 2 милиона људи било заробљено и поробљено у време Кримског каната. Пољски историчар Бохдан Барановски је претпоставио да је у 17. веку Државна заједница Пољске и Литваније (данашња Пољска, Украјина и Белорусија) губила у просеку 20.000 становника годишње а чак милион у свим годинама заједно од 1500. до 1644. године. У знак одмазде, земље Кримских Татара су нападали Запорошки козаци, наоружани украјински коњаници, који су бранили степску границу – Дивља поља – од напада татарских робова и често нападали и пљачкали земље Турака Османлија и Кримских Татара. Донски козаци и Калмички Монголи такође су упадали у земљу Кримских Татара. Последњи забележени велики кримски напад, пре оних у руско-турском рату (1768–1774) догодио се за време владавине Петра Великог (1682–1725). Међутим, козачки походи су настављени и после тог времена|author2=османски велики везир се пожалио руском конзулу на походе на Крим и Очаков 1761. године. Године 1769. у последњем великом нападу Татара, који се догодио током руско-турског рата, заробљено је 20.000 робова.
Ипак, неки историчари, укључујући руског историчара Валерија Возгрина и пољског историчара Олекса Гајворонског, нагласили су да савремени историчари увелико преувеличавају улогу трговине робљем у економији Кримског каната, а економија зависна од трговине робовима није ништа друго до историјски мит. Према савременим истраживањима, сточарство је заузимало водећу позицију у привреди Кримског каната, Кримски канат је био један од главних снабдевача пшеницом Отоманског царства. Као извори прихода развијени су и рударство соли, виноградарство и винарство, хортикултура и баштованство.
Читајући историју Кримских Татара, потребно је узети у обзир да је историјска наука о Кримским Татарима под јаким утицајем руских историчара који су преписали историју Кримског каната да би оправдали анексију Крима 1783. године, а, посебно, затим од стране совјетских историчара који су изменили историју Крима да би оправдали депортацију Кримских Татара 1944.

### У Руској Империји
Руско-турски рат (1768–1774) је завршен поразом Османлија од Руса, а према Кучуккаинарџијском миру (1774) потписаном након рата, Крим је постао независан, а Османлије су се одрекле свог политичког права да штите Кримски канат. После периода политичких немира на Криму, Русија је прекршила уговор и припојила Кримски канат 1783. После анексије, богатији Татари, који су извозили пшеницу, месо, рибу и вино у друге делове Црног мора, били су присиљени да се преселе у Османско царство због угњетавања руске администрације и колонијалне политике Руског царства. Даља протеривања уследила су 1812. због страха од поузданости Татара пред Наполеоновим напредовањем. Конкретно, Кримски рат 1853–1856, закони из 1860–1863, царска политика и Руско-турски рат (1877—1878) изазвали су егзодус Татара; 12.000 се укрцало на савезничке бродове у Севастопољу како би преживели гранатирања, а руска влада их је означила као издајнике. Од укупне татарске популације 300.000 Тауридске губерније око 200.000 кримских Татара је емигрирало. Многи Кримски Татари су страдали у процесу емиграције, укључујући и оне који су се удавили приликом преласка Црног мора. Укупно, од 1783. до почетка 20. века, најмање 800 хиљада Татара је напустило Крим. Данас потомци ових Кримљана чине кримскотатарску дијаспору у Бугарској, Румунији и Турској.
Исмаил Гаспрали (1851–1914) је био познати кримскотатарски интелектуалац, под утицајем националистичких покрета тог периода, чији су напори поставили темеље за модернизацију муслиманске културе и настанак кримскотатарског националног идентитета. Двојезичне кримско-татарско-руске новине Терџиман-Переводчик које је издавао 1883–1914 функционисале су као образовно средство кроз које су се појавила национална свест и модерно мишљење међу целокупним туркијским говорним становништвом Руске Империје. Након Руске револуције 1917. ова нова елита, у којој су били Номан Челебиџихан и Кафер Сејдамет, прогласила је прву демократску републику у исламском свету, названу Кримска Народна Република 26. децембра 1917. Међутим, ова република је кратког века и укинута је од стране бољшевика у јануару 1918.

### У Совјетском Савезу (1917–1991)
Током руске глади 1921. године, полуострво је претрпело тешку глад. Више од 100.000 Кримских Татара умрло је од глади, а десетине хиљада Татара побегло је у Турску или Румунију. Хиљаде других је депортовано или убијено током колективизације 1928-1929. Политика "колективизације" совјетске владе довела је до велике глади широм земље 1931–1933. Између 1917. и 1933. године, 150.000 Татара — око 50% тадашњег становништва — било је убијено или протерано са Крима. Током Стаљинове Велике чистке, државници и интелектуалци као што су Вели Ибраимов и Бекир Чобан-заде били су затварани или погубљени по разним оптужбама.
У мају 1944. целокупно кримскотатарско становништво Крима је прогнано у Централну Азију, углавном у Узбекистан, по наређењу Јосифа Стаљина, генералног секретара Комунистичке партије Совјетског Савеза и председника Државног комитета за одбрану СССР-а. Иако је велики број Кримских Татара служио у Црвеној армији и учествовао у партизанском покрету на Криму током рата, постојање Татарске легије у нацистичкој војсци и сарадња неких кримскотатарских верских и политичких вођа са Хитлером током рата и немачка окупација Крима пружила је совјетском руководству оправдање за оптуживање целокупног кримскотатарског становништва да су нацистички колаборационисти. Неки савремени истраживачи тврде да је геополитички положај Крима подстакао совјетску перцепцију Кримских Татара као потенцијалну претњу. Ово уверење се делимично заснива на аналогији са бројним другим случајевима депортације неруског становништва са пограничних територија, као и на чињеници да је и друга неруска популација, као што су Грци, Јермени и Бугари такође била уклоњена са Крима.
Око 240.000 Кримских Татара је масовно депортовано, у виду колективне казне, 17-18. маја 1944. као "специјални досељеници" у Узбечкој ССР и другим удаљеним деловима Совјетског Савеза. Овај догађај се на кримскотатарском језику зове Сургун; неколицина оних који су покушали да беже су стрељани на лицу места, а у року од неколико месеци половина је умрла од хладноће, глади, исцрпљености и болести. Многи од њих су премештени да раде као принудни радници у совјетском систему гулага.

#### Покрет за грађанска права

##### Узроци
Почевши од 1944. године, Кримски Татари су живели углавном у Централној Азији са ознаком специјални досељеници, што значи да су имали мало права. Специјалним досељеницима је било забрањено да напуштају мала одређена подручја и морали су често да се пријављују у командној канцеларији. Совјетска пропаганда усмерена ка Узбецима приказивала је Кримске Татаре као претњу њиховој домовини, и као резултат тога било је много документованих злочина из мржње против кримскотатарских цивила од стране узбечких комунистичких лојалиста. Педесетих година 20. века је окончан режим специјалних досељеника, али су Кримски Татари и даље били чврсто везани за Централну Азију; док је другим депортованим етничким групама попут Чечена, Карачајаца, и Калмика било потпуно дозвољено да се врате у своје родне земље током Хрушчовљевог одмрзавања, економски и политички разлози у комбинацији са основним погрешним схватањима и стереотипима о Кримским Татарима довели су до тога да Москва и Ташкент не желе да дозволе Кримским Татарима исто право на повратак; исти декрет који је рехабилитовао претходно поменуте депортоване нације и обновио њихове националне републике позвао је Кримске Татаре који су желели националну републику да траже "национално уједињење" у Татарској АССР уместо да обнове Кримску АССР, на велико запрепашћење Кримских Татара који нису имали никакве везе са Татарстаном нити су желели да се врате у Татарстан. Одбијање Москве да дозволи повратак није било засновано само на жељи да задовоље нове руске насељенике на Криму, који су били веома непријатељски расположени према идеји повратка и били су предмет доста татарофобичне пропаганде, већ и из економских разлога: због високе продуктивности од кримскотатарских радника у Централној Азији значило је да би пуштање дијаспоре у повратак узело данак циљевима совјетске индустријализације у Централној Азији. Историчари су дуго сумњали да је насилни отпор Чечена због затварања у егзилу довео до њихове даље спремности да се врате, док ненасилни покрет Кримских Татара није довео до жеље да Кримски Татари напусте Централну Азију. У ствари, влада је кажњавала Кримске Татаре зато што су "стахановци", док је награђивала депортоване нације које су мање допринеле изградњи социјализма, стварајући даље негодовање.
Совјетски декрет из 1967. године уклонио је оптужбе против Кримских Татара на папиру, а истовремено се на њих позивало не њиховим правим етнонимом, већ еуфемизмом који је на крају постао стандард за грађане татарске националности који су раније живели на Криму, што је разбеснело многе Кримске Татаре који су то схватили, а што је значило да их влада чак ни не види као Кримске Татаре. Поред тога, совјетска влада није учинила ништа да олакша њихово пресељење на Крим и да изврши репарације за изгубљене животе и конфискован имовину. Пре масовног повратка у ери перестројке, Кримски Татари су чинили само 1,5% становништва Крима, пошто су владини ентитети на свим нивоима предузели низ мера мимо ионако ослабљеног система боравишних дозвола како би их задржали у Централној Азији.

##### Методе
Укидање режима специјалног насеља омогућило је активистима за права Кримских Татара да се мобилишу. Примарни метод подношења притужби влади било је подношење петиција. Петиције за право на повратак добиле су преко 100.000 потписа; иако су се повремено користили и други методи протеста, покрет је остао потпуно ненасилан. Поред малог процента Кримских Татара којима је било дозвољено да се врате на Крим, вратили су се и они који нису добили боравишне дозволе и покушали да живе испод радара. Међутим, недостатак боравишне дозволе за њих је резултирао другом депортацијом. Последњи начин да се избегне друга депортација било је самоспаљивање, које је извео кримскотатарски национални херој Муса Мамут, један од оних који су се преселили на Крим без боравишне дозволе. Полио се бензином и извршио самоспаљивање пред полицијом која је покушала да га депортује 23. јуна 1978. Мамут је преминуо од тешких опекотина неколико дана касније, али није изразио жаљење што је извршио самоспаљивање. Мамут је постхумно постао симбол отпора и националности Кримских Татара. Друга значајна самоспаљивања у име покрета за право на повратак Кримских Татара укључују Шавката Јаруљина, који је фатално извршио самоспаљивање испред зграде владе у знак протеста у октобру 1989, и Сејдамета Баљија који је покушао самоспаљивање у процесу депортације са Крима у децембру те године, али је преживео. Многи други познати кримски Татари су претили владиним властима самоспаљивањем ако буду и даље игнорисани, укључујући носиоца ордена Хероја Совјетског Савеза Абдраима Решидова. У каснијим годинама Совјетског Савеза, активисти Кримских Татара одржавали су протесте на Црвеном тргу.

##### Резултати
После дуготрајног лобирања покрета за грађанска права Кримских Татара, совјетска влада је 1987. основала комисију за процену захтева за право на повратак, којом је председавао Андреј Громико. Громиков снисходљив став и пропуст да их увери да ће имати право на повратак прекинуо је сарадњу са члановима покрета за грађанска права Кримских Татара. У јуну 1988. издао је званичну изјаву у којој је одбацио захтев за поновно успостављање аутономије Кримских Татара на Криму и подржао да се дозволи само организовани повратак још неколико Кримских Татара, док је пристао да се дозволи захтевима нижег приоритета за објављивање више публикација и школску наставу на кримскотатарском језику на локалном нивоу у областима са депортованим становништвом. Закључак да нема основа да се обнови аутономија и да се кримским Татарима да право на повратак изазвао је нове протесте. Мање од две године након што је Громикова комисија одбила њихов захтев за аутономију и повратак, погроми против депортованих Турака Мешкетијана су се дешавали у Централној Азији. Током погрома, на мети су били и неки Кримски Татари, што је резултирало променом става према дозволи Кримским Татарима да се врате на Крим. На крају је 1989. основана друга комисија, којом је председавао Генади Јанајев и која је укључивала Кримске Татаре у одбору, како би поново проценила ово питање, и одлучено је да је депортација незаконита и да је Кримским Татарима дато пуно право на повратак, поништавајући претходну закона који су имали за циљ да Кримским Татарима што више отежају пресељење на Крим.

### После украјинске независности
До сада се више од 250.000 Кримских Татара вратило у своју домовину, борећи се да поново успоставе своје животе и поврате своја национална и културна права упркос многим друштвеним и економским препрекама. Једна трећина њих су атеисти, а више од половине оних који себе сматрају религиозним не поштују строго веру.

### Кримска криза 2014
Након вести о резултатима референдуму о независности Крима организованом уз помоћ Русије 16. марта 2014, руководство Курултаја је изразило забринутост због поновног прогона, како је прокоментарисао један амерички званичник пре посете тима УН-а за људска права полуострву. Истовремено, Рустам Миниханов, председник Татарстана послат је на Крим да умири забринутост Кримских Татара, приликом чега је изјавио да „у 23 године украјинске независности украјински лидери су користили кримске Татаре као пионе у својим политичким играма, а да им нису учинили никакву опипљиву услугу „. Питање прогона Кримских Татара од стране Русије од тада се редовно поставља на међународном нивоу.
Дана 18. марта 2014, дана када је Крим припојен Русији, а кримскотатарски језик је дејуре проглашен за један од три званична језика Крима. Такође је најављено да ће се од Кримских Татара тражити да се одрекну приобалних земаља на којима су се сместили од повратка на Крим почетком 1990-их и да им се додели земља на другим местима на Криму. Наведено је да им је уступљено земљиште потребно за ”друштвене сврхе”, пошто део ове земље заузимају Кримски Татари без правних докумената о власништву. Ситуацију је изазвала немогућност СССР-а (а касније и Украјине) да прода земљу Кримским Татарима по разумној цени уместо да врати Татарима земљу која је била у власништву пре депортације, када се они или њихови потомци врате из Централне Азије (углавном Узбекистан). Као последица тога, неки Кримски Татари су се населили као сквотери, заузимајући земљу која још увек није правно регистрована.
Неки кримски Татари су побегли у копнену Украјину због кризе на Криму – наводно око 2000. до 23. марта. Дана 29. марта 2014, хитан састанак представничког тела Кримских Татара гласао је за тражење етничке и територијалне аутономије за Кримске Татаре користећи политичка и правна средства. Састанку су присуствовали шеф Републике Татарстан и председник Руског савета муфтија. Одлуке о томе да ли ће Татари прихватити руске пасоше или ће тражена аутономија бити унутар руске или украјинске државе одложене су до даље расправе.
Меџлис је наставио са радом у хитном режиму у Кијеву.
Након анексије Крима од стране Руске Федерације, руске власти наводно прогоне и дискриминишу Кримске Татаре, укључујући случајеве произвољних притварања, присилних нестанака од стране руских снага безбедности и судова.
Украјина је 12. јуна 2018. поднела Меморандум који се састоји од 17.500 страница текста у 29 томова Међународном суду правде УН-а о расној дискриминацији Кримских Татара од стране руских власти на окупираном Криму и државном финансирању тероризма од стране Руске Федерације у Донбасу.

## Култура
Јурте или номадски шатори традиционално су играли важну улогу у културној историји Кримских Татара. Постоје различите врсте јурти; неке су велике и склопиве, зову се терме, док су друге мале и несклопиве (отав).
На празнику Новруз, Кримски Татари обично кувају јаја, пилећу супу, питу од лиснатог меса (кобете), алву, и слатке бисквите. Деца стављају различите маске и певају посебне песме под прозорима својих комшија, а заузврат добијају слаткише.
Песме (макам) номадских степских Кримских Татара одликују се дијатонском, мелодијском једноставношћу и сажетошћу. Песме планинских и јужно приморских Кримских Татара, зване Турку, певају се уз богато орнаментисане мелодије. Распрострањена је и кућна лирика. Повремено се за време кримских празника и венчања одржавају песничка такмичења између младића и девојака. Обредни фолклор укључује поздраве зиме, свадбене песме, јадиковке и плесне песме (хоран). Епске приче или дестани су веома популарни међу Кримским Татарима, посебно дестани Чора батир, Едиге, Короглу и други.
Данас су у употреби две врсте писма: ћирилица и латиница. У почетку су Кримски Татари користили арапско писмо за своје писање. Године 1928. замењен је латиничним писмом. Ћирилица је уведена 1938. године на основу руског писма. Ћирилица је била једино званично писмо које су Кримски Татари имали између 1938. и 1997. Сва слова се поклапају са писмом руског писма. Деведесетих година 20. века почиње постепени прелазак језика на ново латинично писмо засновано на турском.

## Кухиња
Традиционална кухиња Кримских Татара има сличности са грчком, италијанском, балканском, ногајском, севернокавкаском и волшкотатарском, иако се нека национална јела и прехрамбене навике разликују међу различитим регионалним подгрупама Кримских Татара; на пример, риба и производи су популарнији међу јалибојлу татарским јелима, док су месо и млечни производи заступљенији у степској татарској кухињи. Многа узбечка јела су уврштена у кримскотатарску националну кухињу током егзила у Централној Азији од 1944. године, а ова јела су постала преовлађујућа на Криму од повратка. Узбечка самоса, лагман, и пилав се продају у већини татарских кафића на Криму као национална јела. Заузврат, нека кримскотатарска јела, укључујући чибуреки, усвојили су народи изван Крима, као што су Турска и Северни Кавказ.

## Кримскотатарске политичке партије

### Национални покрет Кримских Татара
Основао га је кримскотатарски активиста за грађанска права Јуриј Османов, Национални покрет кримских Татара (НДКТ) био је главна опозициона фракција Џемилевој фракцији током совјетске ере. Званични циљ НДКТ-а током совјетске ере била је обнова Кримске АССР по лењинистичком принципу националне аутономије за титуларне аутохтоне народе у њиховој домовини, што је било у супротности са жељама независне татарске државе од ОКНД-а, претече Меџилиса . Јуриј Османов, оснивач организације, био је веома критичан према Џемилеву, рекавши да ОКНД, претходник Меџилиса, није довољно покушао да поправи етничке тензије на Криму. Међутим, ОКНД-у је опала популарност након што је убијен Јуриј Османов.

## Кримскотатарске политичке партије

### Национални покрет Кримских Татара
Основао га је кримскотатарски активиста за грађанска права Јуриј Османов, Национални покрет кримских Татара (НДКТ) био је главна опозициона фракција Џемилевој фракцији током совјетске ере. Званични циљ НДКТ-а током совјетске ере била је обнова Кримске АССР по лењинистичком принципу националне аутономије за титуларне аутохтоне народе у њиховој домовини, што је било у супротности са жељама независне татарске државе од ОКНД-а, претече Меџилиса . Јуриј Османов, оснивач организације, био је веома критичан према Џемилеву, рекавши да ОКНД, претходник Меџилиса, није довољно покушао да поправи етничке тензије на Криму. Међутим, ОКНД-у је опала популарност након што је убијен Јуриј Османов.

### Меџлис
Године 1991. руководство кримских Татара је основало Курултај, или парламент, да делује као представничко тело за кримске Татаре које је могло да упути притужбе украјинској централној влади, влади Крима и међународним телима. Меџлис кримскотатарског народа је извршни орган Курултаја.
Од 1990-их до октобра 2013. политички лидер Kримских Татара и председник Меџлиса кримскотатарског народа био је бивши совјетски дисидент Мустафа Џемилев. Од октобра 2013. председник Меџлиса кримскотатарског народа је Рефат Чубаров.
Након руске анексије Крима 2014. године, руске власти су прогласиле Меџлис кримскотатарског народа екстремистичком организацијом и забраниле га 26. априла 2016.

### Нова Мили Фирка
Године 2006. основана је нова странка Кримских Татара, која је била опозиција Меџлису, која је добила име раније угашене странке Мили Фирка с почетка 20. века. Партија тврди да је наследница идеја Јурија Османова и НДКТ-а.